# 스코가포스
스코아포스(아이슬란드어: Skógafoss)는 아이슬란드 남부에 있는 폭포이다.

## 개요
폭포와 절벽은 한때 바다에 접하고 있었으나 해안선이 밀려나면서 현재의 지형이 되었다.
맑은 날에는 낙수로 생기는 물안개에 의해 홑겹 또는 이중 무지개가 보인다.
폭포의 동쪽에는 트레킹 코스가 있다.
ó와 a 사이에 오는 g는 묵음이 되기 때문에 스코아포스, 스코아 폭포라고 읽는다.